# 黒ネコのタンゴ
- 黒ネコのタンゴ
- 黒猫のタンゴ
- 黒ねこのタンゴ

「黒ネコのタンゴ」（くろネコのタンゴ）は、1969年のイタリアの童謡（原題は"Volevo un gatto nero"）、およびその日本語カバー曲。各国の多くの歌手によってカバーされている。

## イタリア語原曲
「黒ネコのタンゴ」の原曲は、1969年3月のイタリアの童謡コンテスト「第11回ゼッキーノ・ドーロ」（ゼッキノ・ドロとも表記される）で第3位に入賞した曲「Volevo un gatto nero」である。
- 原題： "Volevo un gatto nero"（黒ネコがほしかったのに）。
- 作詞：マリオ・パガーノ(Mario Pagano、「フラマリオ (Framario)」の筆名で投稿)、アルマンド・ソリチッロ(Armando Soricillo)、フランチェスコ・サヴェリオ・マレスカ(Francesco Saverio Maresca)
- 作曲：マリオ・パガーノ
- オリジナル歌唱者：ヴィンチェンツァ・パストレッリ(Vincenza Pastorelli)[2]： 当時4歳の少女[3]

「『本物のワニやキリン、ゾウ、動物園丸ごとあげるから、代わりに黒ネコがほしい』と言ったのに、『君』がくれたのは白ネコだった、嘘つきとはもう遊んであげない」というのがオリジナルの歌詞の内容である。最後には「もう黒だろうが白だろうがこの猫は自分が飼うけど、君には何にもあげない」と締められる。ヴィンチェンツァ・パストレッリの歌うレコードは900万枚を売り上げた。
1969年当時、イタリアでは同じく第11回ゼッキーノ・ドーロの入賞曲である"Il Pesciolino Stanco"（「疲れた小魚」の意味。歌：ナタリーノ・ディ＝メッツォ(Natalino Di Mezzo)）とカップリングされてシングルレコードとして発売された（レーベル：Antoniano/Rifi、品番：RFN NP 16344）。日本では後述の皆川おさむ版のヒットに伴い、このオリジナル歌唱版が「黒ネコのタンゴ」の邦題で「ニッキ・ニャッキ」のオリジナル歌唱版をB面にして発売された（レーベル：リフィ・レコード／日本ビクター、品番：SFL-1254）。
歌手のクリスティーナ・ダヴェーナが2012年の第55回ゼッキーノ・ドーロでこの歌を歌うなど、ゼッキーノ・ドーロの曲のうちでもとくに親しまれている楽曲のひとつである。

## 日本語版
日本では1969年10月5日に皆川おさむのデビュー曲として発売された。
見尾田みずほが日本語の詞を付けて邦題を「黒ネコのタンゴ」とし、小森昭宏が編曲した。当時音楽プロデューサーをしていた関根光致子（後の木下美智子）からの依頼で、たまたま皆川おさむの叔母である皆川和子が主宰するひばり児童合唱団に日本語版リリースのオファーが来たことから皆川おさむが歌うことになった。特に歌手のオーディションなどはなくあっさり決まったという。フィリップスからシングル盤『黒ネコのタンゴ』（規格品番：FS-1092）が発売されるとオリコンシングルチャートで14週連続1位を記録、シングルセールスは公称260万枚（資料によっては230万枚）の大ヒットとなった（1969年の年間第5位・1970年の年間第1位）。また、有線チャート（全国有線音楽放送協会など調べ）では3週連続1位、ジュークボックスチャート（セガ・エンタープライズなど調べ）では最高位2位となった。ニッポン放送のラジオ番組「オールナイトニッポン」が日本におけるヒットの発信源とされる。なお、この日本語版の歌詞は原詞の翻訳ではなく独自に作詞したものである。
皆川おさむによるシングル盤「黒ネコのタンゴ」は発売当時のコピーが「大人のための子供の歌」であった。当時、童謡のレコードでは物品税が非課税扱いだったが、東京国税局では幹部による試聴会を開いた上で童謡と判定した。一方でレコードはプレス場所で納税する規定があり、他の国税局管内では歌謡曲扱いで課税対象という不統一が起こった。
皆川おさむは「黒ネコのタンゴ」をレコーディングした当時、「タンゴ」が音楽用語（または音楽ジャンル）とは知らず、ネコの名前だと思っていたという。
1999年4月7日に皆川の楽曲が「だんご3兄弟」のカバーと両A面シングルとしてシングルCDで発売され、オリコン最高40位を記録した。これに伴い、「黒ネコのタンゴ」は1999年4月19日付オリコンシングルチャートで1970年7月12日付以来1501週後の再チャートインという記録を達成した。

### 日本でのカバー
1974年には「ママとあそぼう!ピンポンパン」の挿入歌として石毛恭子にカバーされた。童謡集などでは、稲村なおこ、大和田りつこらも歌っている。また、サカモト児童合唱団やコロムビアゆりかご会によるコーラスバージョンやCHOCOLATE FASHIONによるバージョン、ザ・カミカゼによるディスコアレンジバージョン、The Phanky OKstraによるヒップホップバージョン（曲名は『TPOの黒ネコのタンゴ』。発売記念パーティーでThe Phanky OKstraと皆川おさむの共演が実現している）などがある。2005年には時東ぁみがミニアルバム『①さなぎのバスローブ』でカバー。2002年には、星野隆子がイタリア語の原歌詞でカバーした。2007年にはwyolicaがコンピレーション・アルバム『Lingkaran for Baby』でカバー。2008年には大橋のぞみがアルバム『ノンちゃん雲に乗る』でカバー。2009年には野中藍がアルバム『夏のあらし! キャラクターソングアルバム 歌声喫茶方舟』でカバー。2010年にはROCOがアルバム『こどもじゃず』でカバー。2011年にはミゲル・ゲレイロがアルバム『しあわせソングス★はじめまして、ミゲルです』でカバー。2012年にはMEGがイタリア語の原歌詞でカバーした。2016年にはムジカ・ピッコリーノ メロトロン号の仲間たち（ゲストヴォーカル：もも（チャラン・ポ・ランタン））がアルバム『ムジカ・ピッコリーノ Mr.グレープフルーツのブートラジオ』でカバー。2019年には秋元順子がアルバム『令和元年の猫たち 〜秋元順子 愛をこめて〜』でカバー。

### ニッキ・ニャッキ
皆川おさむ版『黒ネコのタンゴ』のシングルB面。こちらも第11回ゼッキーノ・ドーロの入賞曲である。原題は "Nicchi Sgnacchi Mucchi Mucchi"。オリジナルの作詞・作曲はアントニオ・ヴェントゥリーニ(Antonio Venturini)、日本語詞は山上路夫、編曲は小森昭宏。オリジナル歌唱は当時5歳半の少女だったロベルタ・デレ・フェミーネ(Roberta delle Femine)が、日本語版は置鮎礼子（1964年10月28日-）が歌っていた。
発売当時はあまり話題にならなかったが、約10年後、「ママとあそぼう!!ピンポンパン」の挿入歌として酒井ゆきえとビッグ・マンモスがカバーしてリバイバルヒットした。1990年–1991年にTBSラジオで放送していた「錦織一清のスーパーギャング」のOPとEDで使われた。
2002年5月2日発売のアルバム『柴矢裕美とレッツ・シング!!〜「おさかな天国」から「ニッキ・ニャッキ」まで〜』の中で西脇彩華がカバーしている。

### ヒットの影響
発売当時6歳10か月だった歌手、皆川おさむの大ヒットによって様々な子供歌手がレコード会社各社からデビューし、1970年の日本の歌謡シーンは「子供歌手ブーム」が訪れた。
1970年当時レコードデビューした主な子供歌手を以下に挙げる。
ソロ
- 森あきよ（「黒ネコのタンゴ」のアンサーソングと銘打って発売した「ドラネコのゴーゴー」。後述）[19]
- 斉藤浩子（『あなたのメロディー』入選作の「おへそ」）[19]
- 瀬戸内アケミ（「パパはママのものじゃない」）[19]
- ジミー・オズモンド（オズモンド・ファミリーの末っ子。日本語で吹き込んだ「ちっちゃな恋人」）[19]
- サミー坊や（サミー・ノア・ブランネン[21]（Sammy Noah Brannen、1960年12月28日生[22]）。アメリカンスクール在校生（当時）。「ONARAソング」）[19]
- キャロライン洋子（同上。「おしゃまなブンブン」）[19]

ユニット（成人歌手との共演を含む）
- 左卜全とひまわりキティーズ（「老人と子供のポルカ」）[19]
- ベイビー・ブラザーズ（沖縄県出身の5人兄弟ユニット[19]。後のフィンガー5の前身）
- ロッキー&マリ（『日清ちびっこのどじまん』出身の兄妹デュオ。「キラキラ涙」）[19]
- まもるとチャールズ（大人と子供のデュオ。「パパと僕」）[19]
- 菅原洋一、菅原歌織（父娘デュオ。「星」）[19]
- 大野進、露木美穂（露木美穂はひまわりキティーズの一員。「おれと結婚しろニャロメ」）[20]
- マー坊と3組の女の子(テイチク児童合唱団からの選抜メンバー。「不思議なチンロック」)

また、皆川おさむ版「黒ネコのタンゴ」のB面曲を歌っていた置鮎礼子も「パパはママが好き」でシングルA面デビューした。

### アンサーソング・パロディ
森あきよが東芝レコードから「ドラネコのゴーゴー」（作詞：足柄金太、作曲：鈴木邦彦）という「黒ネコのタンゴ」のアンサーソングを発売し、3万枚の売上を記録した。B面は「黒ネコのタンゴ」のカバーであった。
2008年には、アニメ『ケロロ軍曹』のエンディングテーマとして、皆川とひばり児童合唱団によるパロディ曲（もしくはアンサーソング）「ケロ猫のタンゴ」が制作された。

## 皆川おさむ版の日本国外への紹介
皆川おさむ版「黒ネコのタンゴ」のレコードは日本国外でも発売された。
日本語版のレコードはアメリカ、オランダなどでも販売。また、皆川はイタリア語・英語・ドイツ語・フランス語など世界6か国語の歌詞で吹き込み、皆川版の全世界でのレコード売上は400万枚以上に達した。
なお皆川の歌唱したイタリア語詞 "Il Tango Del Gatto Nero"（「黒ネコのタンゴ」の意）は原詞 "Volevo un gatto nero"とは異なり、日本語版「黒ネコのタンゴ」を訳した内容である。
『ゼッキーノ・ドーロ』司会者のポルトレーラが羽織袴姿の皆川おさむの映像を紹介、ユーロビジョンを通じてヨーロッパで放映され、イタリアで91%の視聴率を獲得した。

### 主な日本国外版レコード（皆川おさむ版）
ジャケットやレコード盤に表記されているタイトルを併記する。なお、特記なき盤のB面曲は「ニッキ・ニャッキ」。
| 国                   | レコード会社・品番          | 曲名                                        | 備考   |
| -------------------- | --------------------------- | ------------------------------------------- | ------ |
| オランダ             | Philips 6058001             | Kuroneko No Tango (Black Cat Tango)         |        |
| スカンディナヴィア   | Philips 6058001             | Kuroneko No Tango (Black Cat Tango)         |        |
| ポルトガル           | Philips 6058001             | Kuroneko No Tango (Black Cat Tango)         |        |
| ドイツ               | Philips 6058001             | Kuroneko No Tango (Black Cat Tango)         |        |
| ローデシア           | Philips TOS-708             | Kuroneko No Tango (Black Cat Tango)         |        |
| アメリカ             | Philips 40663               | Black Cat Tango                             |        |
| アメリカ（プロモ盤） | Philips DJP-54              | Black Cat Tango                             | [ 25 ] |
| イタリア             | Antoniano/Rifi RFN-NP 16403 | Il Tango Del Gatto Nero (Kuroneko No Tango) |        |
| フランス             | Sonopresse VA 40000         | Black Cat Tango (Volevo un gatto nero)      | [ 26 ] |

## その他のカバー
日本で「黒ネコのタンゴ」がヒットした直後、フィンランドでも子供のデュオ歌手「ヤーナ・ヤ・ティーナ (fi:Jaana_ja_Tiina)」が "Mustan Kissan Tango"（＝黒ネコのタンゴ）という曲名で歌ってヒットさせた。日本でのヒットを受けて発売されたためか、サビ部分に「日本から私たちのとこにも飛んできた」という内容があり、現地では日本の歌だと誤解されることがある。
フランスでは1972年にÉric Berdaという子供歌手が、"Je veux vivre tango"（タンゴのように生きたい）としてカバーしてヒット。
スペインでは1978年に男女デュオ「エンリケ・イ・アナ (es:Enrique y Ana)」が、スペイン語版歌曲 "Queria un gato negro"（イタリア語原題と同じく「黒いネコがほしかった」の意味）としてリリースしている。
デンマークでは "Min Kat Den Danser Tango" というタイトルで知られており、1999年には女性デュオのCreamyがアルバム "Creamy" でカバーしている。
韓国では1970年にMBC音楽部長の娘で当時5歳の朴慧玲(パク・ヘリョン）が「검은 고양이 네로（黒猫ネロ）」という曲名でシングル6万枚を売り上げ、テレビ番組で皆川との共演も果たした。韓国語訳詞は洪鉉杰（ホン・ヒョンゴル）。歌詞の内容は原詞 "Volevo un gatto nero"より日本語版「黒ネコのタンゴ」に近い。2008年の時点で韓国では大衆歌謡ではなく童謡として定着しており、初等学校の音楽教科書にも掲載された。1995年には、ダンスグループのTurboがカバーしてリバイバルヒットした。2005年にはカサ&ノバ(카사앤노바、Casa&Nova)、2020年にはATEEZが上記のTurboの曲を元にリメイクしている。
台湾では1970年に慎芝が訳詞した「探戈小黑貓」が劉家昌によりレコーディングされてヒット、その後多くの歌手によりカヴァーされている。一番新しいものでは林昕陽（Edison Lin）が2011年にファーストアルバム「概念影像 窗簾」の中でこの慎芝訳詞の「探戈小黑貓」をレコーディングしている。
ほかのヴァージョンとしては1999年に女性3人グループのKissが、"Shut Up" としてカバーしてヒットした。シングルCDのカップリングは朴志胤の "Steal Away" のカバー「当机情人」だった。
中国では2013年に特撮ヒーロー作品「鎧甲勇士拿瓦」のエンディングテーマとして「名偵探戈」のタイトルで黃建帆により唄われた。
現在ではタンゴの定番曲の1つにもなっており、様々な音楽家によって演奏されている。ドイツの名門コンチネンタル・タンゴ楽団、アルフレッド・ハウゼ・タンゴ・オーケストラも取り上げた（2000年発売のアルバム『真珠採りのタンゴ』に収録）。さらには、リチャード・クレイダーマンによるピアノ演奏バージョンも存在する。
2014年に発売された、ピンク・マティーニとフォン・トラップスによるコラボレーションアルバム『ドリーム・ア・リトル・ドリーム』には、フォン・トラップスが見尾田みずほの日本語詞で歌う同曲が収録されている。また、アルバム『ジュ・ディ・ウイ!〜ピンク・マティーニの素晴らしき世界』の日本盤ボーナストラックとしても収録されている。

## その他
ひたちなか海浜鉄道の那珂湊駅に住み着き、その後駅員の一員ともなった黒猫「おさむ」は、黒猫ということで、この曲を歌った皆川おさむの名前から名づけられた。また皆川から同駅に黒猫のオブジェの寄贈もされている。